# Lift (2024)
Lift is een Amerikaanse komische kraakfilm uit 2024, geregisseerd door F. Gary Gray.

## Verhaal
Meesterdief Cyrus wordt in de val gelokt door zijn ex-geliefde Abby van Interpol, om samen met zijn bende een vrijwel onmogelijke overval te plegen op een passagiersvlucht van Londen naar Zürich. In ruil voor elke aanklacht tegen hen in te trekken, moeten ze tijdens de vlucht goudstaven zien te stelen om een terroristische aanslag te voorkomen.

## Rolverdeling
| Acteur            | Personage |
| ----------------- | --------- |
| Kevin Hart        | Cyrus     |
| Gugu Mbatha-Raw   | Abby      |
| Sam Worthington   | Huxley    |
| Vincent D'Onofrio | Denton    |
| Úrsula Corberó    | Camila    |
| Billy Magnussen   | Magnus    |
| Jean Reno         | Jorgenson |
| Jacob Batalon     | N8        |
| Viveik Kalra      | Luke      |
| Burn Gorman       | Cormac    |

## Productie
In maart 2021 verwierf Netflix Dan Kunka's speculatieve script Lift, met de productie van Simon Kinberg's Genre Pictures en Matt Reeves' 6th & Idaho. In september was F. Gary Gray verbonden aan de regie en Kevin Hart aan de hoofdrol en productie.
De opnames vonden plaats van februari tot mei 2022 in Italië en Noord-Ierland. De opnames vonden plaats in maart in Harbour Studios in Belfast. De scènes werden eind mei gefilmd in Triëst, op het terrein van Kasteel Miramare.

## Release
De film ging in première op 12 januari 2024 op de streamingdienst Netflix. Oorspronkelijk zou de release op 25 augustus 2023 plaatsvinden, maar het werd uitgesteld als gevolg van de Hollywoodstaking acteursvakbond SAG-AFTRA in 2023 in de Verenigde Staten.

## Ontvangst
Op Rotten Tomatoes heeft Lift een waarde van 28% en een gemiddelde score van 4,60/10, gebaseerd op 68 recensies. Op Metacritic heeft de film een gemiddelde score van 40/100, gebaseerd op 21 recensies.